# Tranquillizer
Een tranquillizer (ook tranquilizer) is een middel dat rust geeft. 
In de psychofarmacologie wordt  onderscheid gemaakt tussen twee typen tranquillizers:
- minor tranquillizers waar veel slaapmiddelen en angstdempende middelen onder vallen, zoals barbituraten, benzodiazepinen en sommige carbamaten.
- major tranquillizers waar antipsychotica of neuroleptica onder vallen.

De minor tranquillizers vormen een grote groep met veel verschillende toepassingen. Over het algemeen wordt met een tranquillizer een kalmeringsmiddel bedoeld zoals diazepam of oxazepam. Sommige tranquillizers vinden ook toepassing als spierverslapper, anti-epilepticum of voor het onderdrukken van ontwenningsverschijnselen bij alcoholverslaving.
In de geneeskunde en de medische literatuur wordt het begrip tranquillizer niet vaak meer gehanteerd.